# Akademia Marsylska

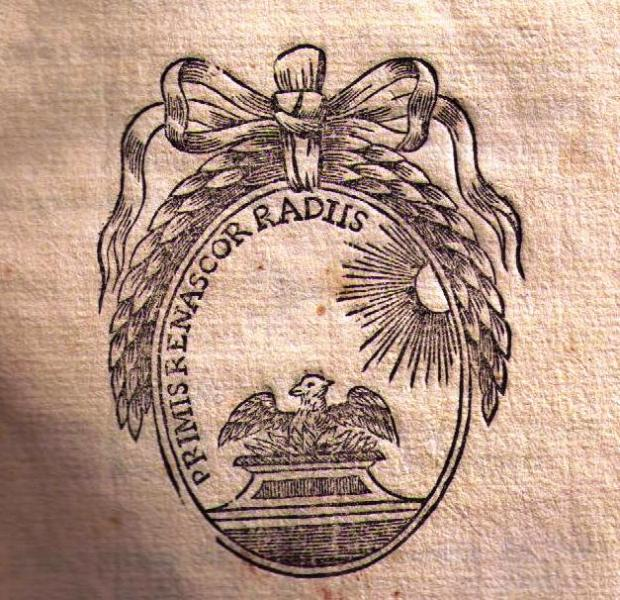
Herb Akademii Marsylskiej z dewizą „Odradzam się w pierwszych promieniach słońca”, XVIII wiek

Akademia Marsylska, właśc. Marsylska Akademia Nauk, Literatury i Sztuk Pięknych (fr. Académie de Marseille, właśc. Académie des sciences, lettres et arts de Marseille) – francuskie towarzystwo naukowe.
Została utworzona w sierpniu 1726 roku na mocy dekretu Ludwika XV. Głównym zadaniem Akademii jest obrona języka francuskiego oraz dbanie o wizerunek Marsylii i Prowansji. Początkowo liczba akademików nie mogła przekraczać 20 osób; obecnie jest ich 40. Co roku Akademia przyznaje nagrody za najlepsze prace naukowe i literackie. Najbardziej utytułowanym członkiem Akademii był laureat Nagrody Nobla Frédéric Mistral, włączony do grona akademików 18 lutego 1886 roku.